# Marii Maeștri ai Ordinului Templierilor
Fiecare om ce deținea poziția de Mare Maestru al Cavalerilor Templieri era comandantul suprem al Sărmanilor soldați ai lui Cristos și ai Templului lui Solomon (cunoscuți și drept Cavaleri Templieri), începând cu fondatorul Hugues de Payens în 1118. Deși mulți Mari Maeștri alegeau să fie desemnați pe viață, abdicarea nu era necunoscută. Unii maeștri au decis să plece pentru a trăi în mănăstiri sau pentru o carieră diplomatică. Marii Maeștri își conduceau deseori cavalerii din prima linie a bătăliei, iar natura militară a Ordinului Templierilor făcea ca unele mandate să fie foarte scurte.
Fiecare țară își avea propriul Maestru, aceștia răspunzând în fața Marelui Maestru. El supraveghea toate operațiunile Ordinului, atât cele militare din Țara Sfântă și Europa de Est, cât și afacerile financiare și infrastructura din Europa Occidentală. Marele Maestru controla acțiunile Ordinului, însă trebuia să se comporte în același fel precum restul cavalerilor. După ce a fost emisă o Bulă Papală în numele Templierilor, Marele Maestru devenea supus numai în fața papei.

## Lista Marilor Maeștri
1. Hugues de Payens (1118-1136)
2. Robert de Craon (1136-1147)
3. Everard des Barres (1147-1149)
4. Bernard de Tremelay (1149-1153)
5. André de Montbard (1153-1156)
6. Bertrand de Blanchefort (1156-1169)
7. Philippe de Milly (1169-1171)
8. Odo de St Amand (1171-1180)
9. Arnold de Torroja (1180-1184)
10. Gérard de Ridefort (1185-1189)
11. Robert de Sablé (1191-1193)
12. Gilbert Horal (1193-1200)
13. Phillipe de Plessis (1201-1208)
14. Guillaume de Chartres (1209-1219)
15. Pedro de Montaigu (1218-1232)
16. Armand de Périgord (1232-1244)
17. Richard de Bures (1244/1245-1247)[1]
18. Guillaume de Sonnac (1247-1250)
19. Renaud de Vichiers (1250-1256)
20. Thomas Bérard (1256-1273)
21. Guillaume de Beaujeu (1273-1291)
22. Thibaud Gaudin (1291-1292)
23. Jacques de Molay (1292-1314)

PERIOADA DE ANONIMAT A ORDINULUI (CHARTA TRANSMISSIONIS) 
- 1314 Johannes Larmenius

- 1324 Jean-Francois Thibault D'ALEXANDRIE

- 1340 Arnould de BRAQUE

- 1349 Jean de CLERMONT

- 1357 Bertrand du GUESCLIN BRETAGNE[2]

- 1381 Jean d'ARMAGNAC

- 1392 Bernard d'ARMAGNAC

- 1419 Jean ARMAGNAC

- 1451 Jean de CROY

- 1472 Bernard IMBAULT REGENT

- 1478 Robert de LENONCOURT de LORRAINE

- 1497 Galeas de SALAZAR

- 1516 Philippe de CHABOT

- 1544 Gaspard de SAULX et de TAVANNES

- 1574 Henri Duc de MONTMORENCY

- 1615 Charles de VALOIS

- 1651 Jacques Rouxel de GRANCEY

- 1681 Jacques-Henri de DURFORT Duc de DURAS

IESIREA ORDINULUI DIN ANONIMAT - ORDINUL TEMPLULUI
- 1705 Philippe de BOURBON Duc d'ORLEANS

1724 Louis Auguste de BOURBON duc de MAINE
- 1737 Louis Henri de BOURBON Prince de CONDE

- 1741 Louis Francois de BOURBON Prince de CONTY

- 1776 Louis Hercules Timoleon de Cosse Duc de BRISSAC

- 1792 Claude Mathieu Radix de CHEVILLON REGENT

- 1804 Bernard Raymond FABRE-PALAPRAT

- 1813 Charles-Antoine Gabriel Duc de CHOISEUL REGENT

- 1813 Charles Louis le Pelletier Comte de d'AUNAY REGENT

- 1827 Bernard-Raymond FABRE-PALAPRAT

- 1838 Charles GUIGUES Comte de Moreton et Chabrillan REGENT

- 1839 Sir William Sidney SMITH

- 1840 Jean-Marie RAOUL REGENT

ORDINUL SUPREM MILITAR AL TEMPLULUI DIN IERUSALIM (ORDO SUPREMUS MILITARIS TEMPLI HIEROSOLYMITANI - OSMTH)
- 1850 Narcisse VALLERAY REGENT

- 1866 Dr AGH VERNOIS REGENT

- 1892 Joseph PELEDAN REGENT

- 1894/1934 Secretariat International des Templiers

- 1934/1935 Conseil de Regence

- 1934 Theodore COVIAS REGENT

- 1935 Emile-Clemont-Joseph Isaac VANDENBERG REGENT

- 1942 Dom Antonio Campelo Pinto de SOUSA FONTES REGENT

1960 - prezent - Dom Fernando Pinto Pereira de SOUSA FONTES REGENT 